# Komi Naosi
Komi Naosi (古味直志; Hepburn: Komi Naoshi; Japán, 1986. március 28. –) japán mangaművész. Komi munkáinak nagy részét a Súkan Sónen Jump magazinban publikálta. A magazin szigorú bírálatai miatt a rajzoló legtöbb munkája csupán one-shot mangaként debütálhatott a magazinban, ennek ellenére Komi továbbra is hűséges maradt a Jumphoz. Első sorozatát, a Double Arts-ot a Jump három kötet után levette a magazin hasábjairól, de a mangával sikerült egy kisebb rajongótábort szereznie magának. A rajzoló a Niszekoi című sorozatával ért el áttörést, mely egy kedvező one-shot után huszonöt kötetes sorozattá nőtte ki magát, és animeadaptációt is kapott. Komi leginkább szép rajzairól és történetvezetéséről ismert.

## Munkái
| Manga             | Szerepe                               | Magazin              | Megjelenés             |
| ----------------- | ------------------------------------- | -------------------- | ---------------------- |
| Island            | Író és rajzoló                        | Akamaru Jump         | 2007                   |
| Koi no Kami-szama | Író és rajzoló                        | Súkan Sónen Jump     | 2007                   |
| Williams          | Író és rajzoló                        | Súkan Sónen Jump     | 2007                   |
| Apple             | Író és rajzoló                        | Súkan Young Magazine | 2008                   |
| Double Arts       | Író és rajzoló                        | Súkan Sónen Jump     | 2008                   |
| Personant         | Író és rajzoló                        | Jump Square          | 2008                   |
| Niszekoi          | Író és rajzoló                        | Súkan Sónen Jump     | 2011 – 2016 (25 kötet) |
| Niszekjú!!        | Író és rajzoló (Furudate Haruicsivel) | Súkan Sónen Jump     | 2012                   |
| Ore koi!!         | Író és rajzoló (Kavahara Kazunéval)   | Súkan Sónen Jump     | 2013                   |
| Toki doki         | Író és rajzoló                        | Súkan Sónen Jump     | 2016                   |